# История Вернона и Айрин Касл (фильм)
История Вернона и Айрин Касл  (англ. The Story of Vernon and Irene Castle  ) — биографический музыкальный фильм Г. К. Поттера с Фредом Астером, Джинджер Роджерс и Эдной Мэй Оливер в главных ролях.

## Аннотация
Фильм начинается со встречи Айрин с Верноном Кастлом — популярным театральным комиком. Она случайно подсмотрела как тот прекрасно танцует и возмутилась тем, что Вернон смешит публику, а не раскрывает свой талант.
Влюбленный в неё Вернон из вежливости предложил ей танцевать вместе, но Айрин восприняла это серьёзно. Вскоре они поженились и судьба занесла их в столицу влюблённых — Париж. Но там почему-то работы танцорам не нашлось. И тут внезапное предложение — выступить в знаменитом Кафе де Пари за обед, помогло открыть им открыли новую танцевальную эру.
Так, в один вечер, они нашли обед, работу и начали свою блестящую танцевальную карьеру. Зрители сразу возвели их в ранг кумиров. Так было до того, пока не оборвалась жизнь Вернона…

## В ролях
- Фред Астер — Вернон Касл
- Джинджер Роджерс — Айрин Касл
- Эдна Мэй Оливер — Мэгги Саттон
- Уолтер Бреннан — Уортер Эш
- Лью Филдс — Лью Филдс
- Этьен Жирардо — папаша Аубель
- Джанет Бичер — миссис Фут
- Рольф Седан — Эмиль Аубель
- Леонид Кински — артист